# Фролкин, Виктор Тихонович
Виктор Тихонович Фролкин (11.09.1921 — 18.06.2004) — российский учёный в области цифровой и импульсной техники, автоматизации проектирования радиоэлектронной аппаратуры, заслуженный деятель науки и техники РСФСР (1981).
Окончил факультет радиоэлектроники летательных аппаратов (ФРЭЛА) МАИ (1947) и с 1950 г. работал там же, декан факультета (1954—1959).
Организатор кафедры «Специальная радиоэлектроника» и первый ее заведующий (1959—1998).
Доктор технических наук (1969), профессор (1969).
Член экспертного совета ВАК (1983—1991), член редколлегии журнала «Известия вузов. Радиоэлектроника» (с 1970).
Заслуженный деятель науки и техники РСФСР (1981). Награжден орденом «Знак Почёта», медалями, нагрудными знаками «Почётный радист СССР» и «За отличные успехи в работе в области высшего образования СССР».
Сочинения:
- Импульсные устройства: учебник для студентов вузов /В. Т. Фролкин, Л. Н. Попов. Москва : Советское радио, 1980. 366, [1] c.
- Индикаторные устройства: конспект лекций : генерирование и усиление электрических колебаний для создания разверток. Виктор Тихонович Фролкин. Гос. изд-во обор. промышленности, 1956 — Всего страниц: 171
- Импульсные устройства [Текст] : [Учебник для радиотехн. вузов и фак.]. - 2-е изд., перераб. и доп. - Москва : Машиностроение, 1966. - 447 с. : черт.; 27 см.
- Импульсные и цифровые устройства : [Учеб. пособие для радиотехн. спец. вузов] / В. Т. Фролкин, Л. Н. Попов. - М. : Радио и связь, 1992. - 335,[1] с. : ил.; 21 см.; ISBN 5-256-00471-9
- Импульсная техника [Текст] : [Учеб. пособие для радиотехн. фак. вузов] / Под ред. В. Н. Дулина. - Москва : Сов. радио, 1960. - 360 с. : схем.; 21 см.
- Импульсные устройства / В. Т. Фролкин, Л. Н. Попов; (на англ. языке) Пер. с рус. В. Кузнецов. - М. : Мир, 1982. - 391 с. : ил.; 22 см.